# Кічеря (Нямц)
Кічеря (рум. Chicerea) — село у повіті Нямц в Румунії. Входить до складу комуни Стеніца.
Село розташоване на відстані 293 км на північ від Бухареста, 58 км на схід від П'ятра-Нямца, 40 км на південний захід від Ясс.

## Населення
За даними перепису населення 2002 року у селі проживали 310 осіб, усі — румуни. Усі жителі села рідною мовою назвали румунську.